# Diana Bandini Rogliani
Diana Bandini Rogliani (Bengasi, 27 ottobre 1915 – Roma, 9 agosto 2006) è stata compagna  e successivamente moglie dell'attore Totò dal 1935 al 1939.

## Biografia
Nata nel 1915 da una relazione extraconiugale tra la madre Selica Bandini e il colonnello Ferdinando Lucchesini, trascorse la sua giovinezza in convento, fino a che conobbe Totò. Diana e l'attore, legato sentimentalmente fino al 1930 all'attrice Liliana Castagnola, si conobbero a Firenze nel 1931 durante una tournée di Totò, impegnato nel teatro di rivista. L'unione fu osteggiata dalla madre della ragazza allora sedicenne, ma i due si rividero a Napoli nella primavera dell'anno successivo decidendo di andare a vivere insieme. La giovane inizierà a seguire Totò nelle sue tournée professionali. Nel 1933 l'unione - che cominciava a mostrare le prime incrinature - fu rinsaldata dalla nascita della figlia Liliana, nome scelto da Totò in ricordo di Liliana Castagnola, suicidatasi nel 1930. Sempre nel 1933 Diana firmò assieme a Totò, con lo pseudonimo di Cliquette, lo spettacolo di rivista Il mondo è tuo.
La coppia decise di contrarre matrimonio il 6 marzo 1935. Tuttavia già nel 1936 i rapporti peggiorarono, probabilmente per la gelosia di Totò e per le attenzioni di lui verso le artiste della compagnia con cui si esibiva. Il matrimonio sembrava giunto al termine con la dichiarazione di nullità, ottenuta grazie a una sentenza emessa in Ungheria. Ma Totò e Diana decisero di vivere insieme per la figlia, fino a quando questa fosse diventata adulta e si fosse sposata. Questo impegno verrà rinnovato nel 1939, quando la sentenza ungherese verrà ufficializzata anche in Italia. La coppia continuò a vivere sotto lo stesso tetto per oltre dieci anni.
Nel 1950 Diana annunciò a Totò la decisione di andarsene per contrarre nuove nozze. L'artista nel 1951 le dedicò la canzone Malafemmena, per non aver mantenuto l'impegno a non andarsene da casa fino a quando la figlia Liliana non avesse compiuto 18 anni. Nonostante ciò, Diana restò in buoni rapporti con Totò fino alla morte di quest'ultimo, anche dopo l'unione di lui dal 1952 con l'attrice Franca Faldini.
È morta a Roma il 9 agosto 2006, due mesi prima di compiere 91 anni.